# Gonçalo Pires
Gonçalo Pires (século XIII) foi um nobre português.
Era filho de Pedro Anes de Falião (que vivia pelos anos de 1271, reinando D. Afonso III) e de Sancha Gil de Avelar (filha de  Gil Esteves de Avelar e de D. Dordia Afonso).
Reza a história, que em uma altura de guerra entre portugueses e castelhanos, Gonçalo Pires, leal ao Reino Português, armou os seus servos e rumou à Galiza para combater os castelhanos. Por este feito foi dado a Gonçalo Pires por D. Dinis o titulo de Senhor da Honra de Malafaya, de quem descendem os deste apelido.
Terá casado com Guiomar Gonçalves Nogueira. E terá tipo pelo menos um filho chamado Pedro Gonçalves Malafaya.